# Kate Smith
Pour les articles homonymes, voir Smith.
Kathryn Elizabeth Smith connue sous le nom de Kate Smith, née le 1er mai 1907 à Greenville en Virginie, morte le 17 juin 1986 à Raleigh en Caroline du Nord, est une chanteuse, actrice et personnalité américaine de la radio et de la télévision, connue pour avoir interprété pour la première fois la version définitive de God Bless America d'Irving Berlin, lors d'un show radiophonique en 1938.

## Biographie
Kate Smith, anima pendant près d'une cinquantaine d'années de nombreuses émissions radiophoniques et de télévision. Elle assura la direction de l'émission Kate Smith Hour.
Kate Smith repose au cimetière Sainte Agnès à Lake Placid dans l'état de New York.

## Noel, Missouri
Dans les années 1940, la chanteuse et actrice lisait des contes de Noël sur les ondes radiophoniques durant les fêtes de fin d'année. Elle entendit parler d'une pratique locale lancée dans les années 1930 par les postiers de la ville de Noel dans le Missouri, qui consistait à envoyer des lettres tamponnées avec le cachet Noel. Elle popularisa l'envoi, chaque année, de milliers de lettres pour le père Noël, postées du bureau de poste de cette ville, afin que les destinataires aient le cachet de la poste indiquant : Noel, Missouri. - The Christmas City in the Ozark Vacation Land.

## Filmographie
- 1932 : Rambling 'Round Radio Row #1 : Kate Smith
- 1933 : Hello, Everybody! : Kate Smith
- 1942 : America Sings with Kate Smith : Kate Smith
- 1943 : This Is the Army : Kate Smith
- 1950 : The Kate Smith Hour (série télévisée) : présentatrice
- 1951 : The Kate Smith Evening Hour (série télévisée) : présentatrice
- 1960 : The Kate Smith Show (série télévisée) : présentatrice